# Monacanthus ciliatus
Monacanthus ciliatus és una espècie de peix de la família dels monacàntids i de l'ordre dels tetraodontiformes.

## Morfologia
- Els mascles poden assolir 20 cm de longitud total.[1][2]

## Alimentació
Menja plantes (incloent-hi algues) i petits crustacis.

## Depredadors
És depredat per la llampuga (Coryphaena hippurus) (al Brasil) i per la tonyina d'aleta groga (Thunnus albacares).

## Hàbitat
És un peix marí, de clima subtropical i associat als esculls de corall que viu fins als 50 m de fondària.

## Distribució geogràfica
Es troba a l'Atlàntic occidental (des de Terranova -Canadà-, Bermuda i el nord del Golf de Mèxic fins a l'Argentina, incloent-hi el Carib) i l'Atlàntic oriental.

## Observacions
N'hi ha informes d'enverinament per ciguatera.